# Taosa lineatifrons
Taosa lineatifrons är en insektsart som beskrevs av Frederick Arthur Godfrey Muir 1931. Taosa lineatifrons ingår i släktet Taosa och familjen Dictyopharidae. Inga underarter finns listade i Catalogue of Life.